# تولو دو گرافنرید
بارون امانوئل (تولو) دو گرافنرید(به انگلیسی: Emmanuel 'Toulo' de Graffenried) متولد ۱۸ می ۱۹۱۴ (میلادی) رانندهٔ مسابقات فرمول یک از تیم سوئیس موتور ریسینگ بود. او در ۲۳ مسابقات قهرمانی جهان، که در تاریخ ۱۳ ماه مه سال ۱۹۵۰ برگزار شد، شرکت کرد و در مجموع ۹ امتیاز قهرمانی را کسب کرد.
امانوئل اولین مسابقه حرفه ای خود را در سال ۱۹۳۶ با رانندگی ماشین مازراتی آغاز کرد، بعضی از نتایج به یاد ماندنی او در آهنگ اصلی او آمده‌است: چالش‌برانگیز، درهم و برهم، مدار خیابان در Bremgarten در نزدیکی برن. او در سال ۱۹۴۹ برنده جایزه بزرگ بریتانیا شد، یک سال قبل از آغاز مسابقات قهرمانی جهان FIA. در آن سال افتتاحیه، دی گرفنبری چهار فصل از هفت مسابقه را با نتیجه‌های مختلف ترکیب کرد. او در طی شش سال آینده در مسابقات گاه به گاه رانندگی می‌کند و بهترین بازی خود را در سال ۱۹۵۳ در جایزه بزرگ بلژیکی جای می‌دهد.

## سفر به ایران
تولو به عنوان دوست صمیمی و همکلاسی محمدرضا پهلوی در دبیرستان له روزه سوییس در سال 1970 به همراه گروهی از همکلاسی هایش به ایران سفر کرد و این در حالی بود که سگی از نژاد گریت دین را به عنوان هدیه به او تقدیم کرد.<ref>[http://www.f1grandprixdriversclub.com/the-founders-2/